# Auction rate security
Pour les articles homonymes, voir ARS.
L'expression auction rate security (ARS) fait référence à un effet de créance (principalement à une obligation ou à un Municipality bond) américain, de longue échéance à l'émission, dont le taux d'intérêt est régulièrement mis à jour par une adjudication à la hollandaise. Elle peut également faire référence à une action de préférence dont la valeur du dividende est actualisée selon le même processus. 
Dans une adjudication à la hollandaise, les sociétés de courtage soumettent une enchère au nom des acheteurs potentiels de l'obligation. Sur la base des enchères, le commissaire priseur définit le taux d'intérêt selon le taux le plus bas conciliant offre et demande. Comme les porteurs d'ARS n'ont pas le droit de revendre leurs parts à l'émetteur, aucune facilité de liquidité bancaire n'est exigée.
Les enchères se tiennent en général tous les 7, 28, ou 35 jours; les intérêts de ces valeurs sont payés à la fin de chaque période d'enchère. Certains types d'enchères d'ARS ont lieu tous les jours et leur coupon est payé le premier jour de chaque mois. Il existe également des périodes moins usuelles de 14, 49, 91 jours, semi-annuel et annuel. 
Quand les intérêts d'emprunts bancaires augmentent, le marché des enchères devient plus attractif pour les émetteurs à la recherche d'un coût d'émission plus bas et de la souplesse d'une dette à taux variable.
La première ARS du marché défiscalisé fut introduite par Goldman Sachs en 1988. Actuellement (en 2008) le marché des ARS dépasse les 200 milliards de dollars, dont à peu près la moitié sont émises par des entreprises.  En raison de leur complexité et d'une valeur nominale de 25 000 dollars ou plus, la plupart des détenteurs de parts d'ARS sont des investisseurs institutionnels et des particuliers ayant un niveau de revenu élevé.
Parmi les aspects négatifs des ARS on peut mentionner leur liquidité de marché réduite et le risque d'une baisse importante du taux d'intérêt du coupon.

## Mécanismes
Le taux d'intérêt des ARS est déterminé par une adjudication à la hollandaise. Le nombre total de titres disponibles pour l'enchère à chaque période donnée est déterminé par le nombre de porteurs désireux de vendre ou d'acheter des parts uniquement à un rendement minimum.
Les porteurs et les investisseurs potentiels entrent dans un processus d'enchères via une société de courtage. Les acheteurs spécifient le nombre de titres qu'ils désirent acquérir ainsi que le taux d'intérêt le plus bas qu'ils sont susceptibles d'accepter.
Chaque enchère et quantité de titre est classée du taux le plus faible au taux le plus élevé. L'enchère sur le taux le plus bas à laquelle le titre peut être vendu à sa valeur nominale détermine le taux d'intérêt, que l'on nomme le clearing rate (« taux de compensation »). C'est ce taux qui sera payé sur la période à venir. Les investisseurs qui misent à un taux supérieur au clearing rate ne reçoivent aucune parts alors que ceux qui misent à un taux inférieur recevront une rémunération égale au clearing rate pour la période suivante.

## Échec de l'enchère
Si le nombre d'ordres d'achat est inférieur au nombre de titres à vendre lors de l'enchère, il y a échec de l'enchère. Dans ce cas, le taux est fixé au taux maximum défini par l'émetteur (en général, un multiple du LIBOR ou du TBMA). Le but du taux maximum est d'offrir une compensation aux vendeurs qui n'ont pas pu réaliser leurs positions. Habituellement, les sociétés de courtage enchérissent pour leur propre compte pour éviter tout échec des enchères. Ce qui rend l'échec des enchères assez rare, mais possible. En 2008, le marché s'est retrouvé gelé lorsque les sociétés de courtage se sont retirées.

### Échec des enchères de 2008
Dès le 7 février 2008, des enchères sur ces titres ont échoué lorsque les investisseurs renoncèrent à enchérir sur ces valeurs. Les quatre plus grandes banques d'investissement qui commercialisent ces titres (Citigroup, UBS AG, Morgan Stanley et Merrill Lynch) renoncèrent elles-mêmes, en dernier ressort, à agir en tant qu'enchérisseurs, comme elles le faisaient par le passé. Ceci étant sans doute dû à l'ampleur de l'effondrement du marché, combiné à la volonté de ces banques de protéger leur capital lors de la crise financière de 2008.
80 % des enchères échouèrent, le 13 février et le 20, 62 % (395 sur 641). En comparaison, de 1984 à fin 2007, ce ne sont que 44 enchères qui échouèrent. UBS AG annonce, le 28 mars 2008, abaisser la valeur des ARS dans les comptes de courtage de quelques pourcents jusqu'à plus de 20 %. Cette baisse reflète la chute de la valeur des titres sur le marché, sans cependant qu'UBS n'offre de les racheter à cette nouvelle valeur.

#### Conséquences
Au début de mars 2008, plusieurs recours collectifs ont été entrepris contre quelques-unes des plus importantes banques. Les plaintes déposées auprès de la cour fédérale de Manhattan accussent les banques d'investissement d'avoir subrepticement mis sur le marché les ARS au lieu de placements de trésorerie.
Andrew Cuomo, le procureur général de l'État de New York, le 1er août, informe Citigroup de son intention de la poursuivre pour « sale of troubled auction-rate securities » (« vente d'ARS présentant des problèmes ») et de destruction de documents.
En réponse aux accusations des régulateurs de l'État et au niveau fédéral, le 7 août, Citigroup accepta le principe de régler sa part de la crise en rachetant environ 7,3 milliards de dollars d'ARS qu'elle avait vendues à des associations, des investisseurs privés et des PME. L'accord impose également à Citigroup de faire « tout son possible » afin de rendre liquide les 12 milliards de dollars d'ARS qu'elle a vendus aux investisseurs institutionnels, dont des plans d'épargne retraite, avant fin 2009. L'accord permet à Citigroup d'échapper aux poursuites ou d'éviter d'admettre qu'elle a vendu les ARS comme étant aussi sures que des investissements en liquide.
Quelques heures après l'annonce de Citigroup, Merrill Lynch, à son tour, indique qu'avec effet au 15 janvier 2009, et jusqu'au 15 janvier 2010, elle offre d'acheter à leur valeur nominale les ARS qu'elle a vendus à ses clients de la branche retail, le montant du rachat est estimé à 12 milliards de dollars. UBS AG fait à son tour une offre similaire, le 8 août, mais pour le montant bien plus important de 19,4 milliards de dollars.
Les banques JP Morgan Chase et Morgan Stanley, le 14 août, obtiennent un accord avec la justice américaine, acceptant de payer des amendes, respectivement de 25 et 30 millions de dollars et de rembourser la totalité des ARS en possession de leur clientèle privée,.